# Jewhen Budnik
Jewhen Witalijowytsch Budnik (ukrainisch Євген Віталійович Буднік; * 4. September 1990 in Luzk) ist ein ukrainischer Fußballspieler.

## Karriere
Budnik begann seine Karriere bei Arsenal Charkiw. Im Januar 2009 wechselte er zu Metalist Charkiw. Im Juli 2009 stand er erstmals im Kader der Profis und gab schließlich im August 2009 im Cupspiel gegen Enerhetyk Burschtyn sein Profidebüt für Metalist.
Erst im Oktober 2011 debütierte Budnik in der Premjer-Liha, als er am 13. Spieltag der Saison 2011/12 gegen Tschornomorez Odessa in der Startelf stand und in der 45. Minute den 1:0-Siegtreffer erzielte. Im Januar 2012 wurde er an den Ligakonkurrenten Worskla Poltawa verliehen und nach Saisonende auch fest verpflichtet.
Im Januar 2014 wechselte der Stürmer leihweise nach Tschechien zu Slovan Liberec. Nach elf torlosen Partien in der höchsten tschechischen Liga kehrte er im Winter 2014/15 in die Ukraine zu Poltawa zurück. Zur Saison 2015/16 wurde er an den Ligakonkurrenten FK Stal verliehen. Für Stal absolvierte er 18 torlose Spiele in der Premjer-Liha.
Im Juli 2016 wurde Budnik nach Belarus an den FK Dinamo Minsk verliehen. Nach Saisonende kehrte er zunächst im Dezember 2016 zu Poltawa zurück, verließ den Verein jedoch im selben Monat und wurde vereinslos.
Im Februar 2017 schloss Budnik sich dem österreichischen Zweitligisten Kapfenberger SV an. Im Juli 2017 wechselte er nach Griechenland zum Erstligisten AO Platanias, bei dem er einen bis Juni 2019 gültigen Vertrag erhielt.